# Музей современного искусства имени Марио Римольди
Музей современного искусства имени Марио Римольди (итал. Museo d'arte moderna Mario Rimoldi) — галерея современного искусства в коммуне Кортина-д’Ампеццо в Италии, которая находится в ведении местной общины. Музей был открыт в 1974 году. В нём разместилась коллекция Марио Римолди, пожертвованная общине его вдовой. Первая выставка собраний Римольди прошла здесь в 1941 году. К 1963 году коллекция мецената была окончательно сформирована. Собрания музея постоянно пополняются за счёт пожертвований. В 1995 году коллекция содержала 364 произведения искусства. Постоянная экспозиция музея включает работы Филиппо де Пизиса, Феличе Карены, Пио Семегини, Ренато Гуттузо, Туллио Гарбари, Массимо Кампильи. В музее также проводятся концерты классической музыки.

## Здание
Музей занимает часть помещений в «Доме правил», который находится на площади Венеции в середине проспекта Италии. Ранее в здании размещалась администрация местной коммуны. Ныне, кроме музея современного искусства, здесь находятся комитет общины, палеонтологический и этнографический музеи.

## Экспозиция
Основу собраний музея составляет коллекция Марио Римольди, владельца туристического агентства, коллекционера и мецената, сыгравшего важную роль в истории современного итальянского искусства. В 1920—1930-х годах, когда творчество молодых художников не пользовалось спросом и не имело государственной поддержки, он приобретал их произведения. Результатом деятельности коллекционера стало то, что сегодня Министерство Культурного Наследия и Актов Италии рассматривает его собрание, как одну из самых значительных коллекций итальянского искусства XX века на территории страны. Среди друзей-клиентов мецената были живописцы Филиппо де Писиз, Джорджо де Кирико, Марио Сирони, Массимо Кампильи и Зоран Музич, часто гостившие у него в Кортина-д’Ампеццо. На первой международной выставке собрания в 1941 году, коллекция Римольди уже включала картины Филиппо де Писиза, Джорджо Моранди, Пио Семегини, Оттоне Розаи, Массимо Кампильи, Марио Сирони, Туллио Гарбари, Джино Северини, Артуро Този, Марио Тоцци и Гвидо Гвиди. После войны внимание коллекционера сосредоточилось на творчестве современных венецианских живописцев, таких, как Гвидо Кадорин, Джузеппе Чезетти, Бруно Саэтти, Фьоренцо Томеа и Фортунато Деперо, а также на новых тенденциях в итальянском искусстве за пределами региона. В этот период им были приобретены произведения Ренато Гуттузо, Антонио Корпоры, Роберто Криппы, Джанни Довы, Эннио Морлотти, Зорана Музича, Джузеппе Сантомазо, Эмилио Ведовы. В 1950-х годах он также начал покупать работы иностранных скульпторов и живописцев — Оскара Кокошки, Фернана Леже, Жака Вийона, Осипа Цадкина, заинтересовавшись творчеством протагонистов нео-авангарда.
В январе 2012 года Алессандра Аллария, дочь коллекционера и профессора Антонио Аллария, выставила в музее 90 полотен, из которых более 70 принадлежат кисти Марио Сирони, в том числе три очень большие картины и четыре редкие мозаики.
Главной функцией музея является сохранение, расширение и популяризация своих собраний, исследование наследия Марио Римольди и повышение интереса к итальянскому искусству XX века. С этой целью устраиваются выставки из собраний музея в Италии и за рубежом. Музей активно сотрудничает с современными художниками, благодаря чему его коллекция постоянно пополняется за счет пожертвований самих авторов. Так в музее появились произведения Алис Леви, Ферруччо Гарда, Марио Мадиаи, Армандо де Стефано, Ренато Рестелли, Альбы Гонсалес, Сезарины Сеппи, Иды Барбариго-Кадорин.